# سیودومرمکس پالیدوس
سیودومرمکس پالیدوس (به انگلیسی: Pseudomyrmex pallidus) گونه ای از مورچه است که در قلمرو نوشمالگانی با دامنه وسیعی از جنوب ایالات متحده تا آمریکای مرکزی یافت می‌شود. کارگران زرد، نارنجی یا قهوه ای رنگ، باریک با چشمانی درشت هستند.